# St-Étienne (Fécamp)

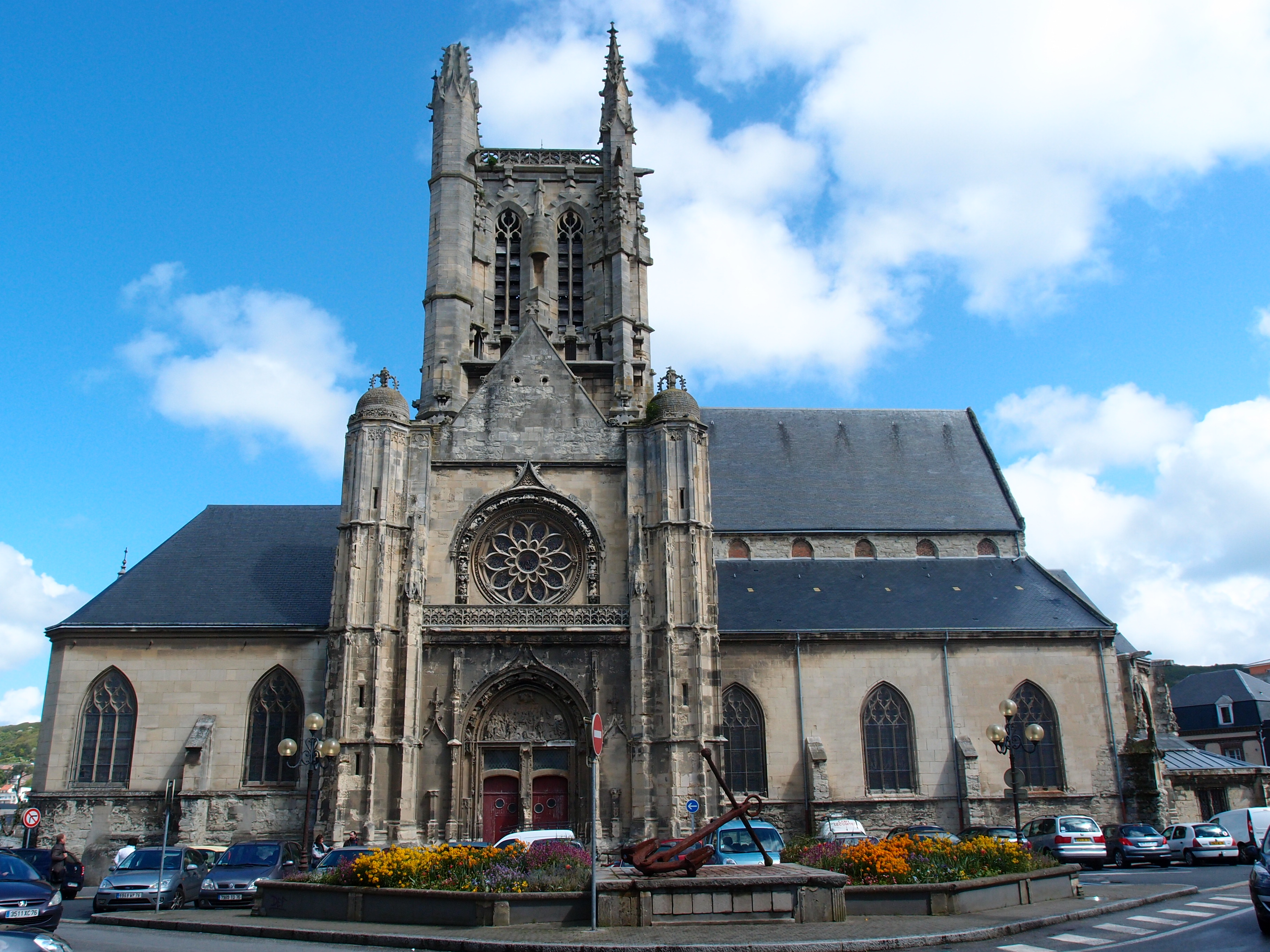
Die Stephanskirche St-Étienne de Fécamp (Südseite)

Die katholische Stephanskirche St-Étienne de Fécamp wurde im 16. Jahrhundert erbaut und befindet sich in der Küstenstadt Fécamp im Département Seine-Maritime in der Normandie. Seit 1921 ist das Bauwerk als Monument historique in die französische Denkmalliste eingeschrieben.

## Geschichte

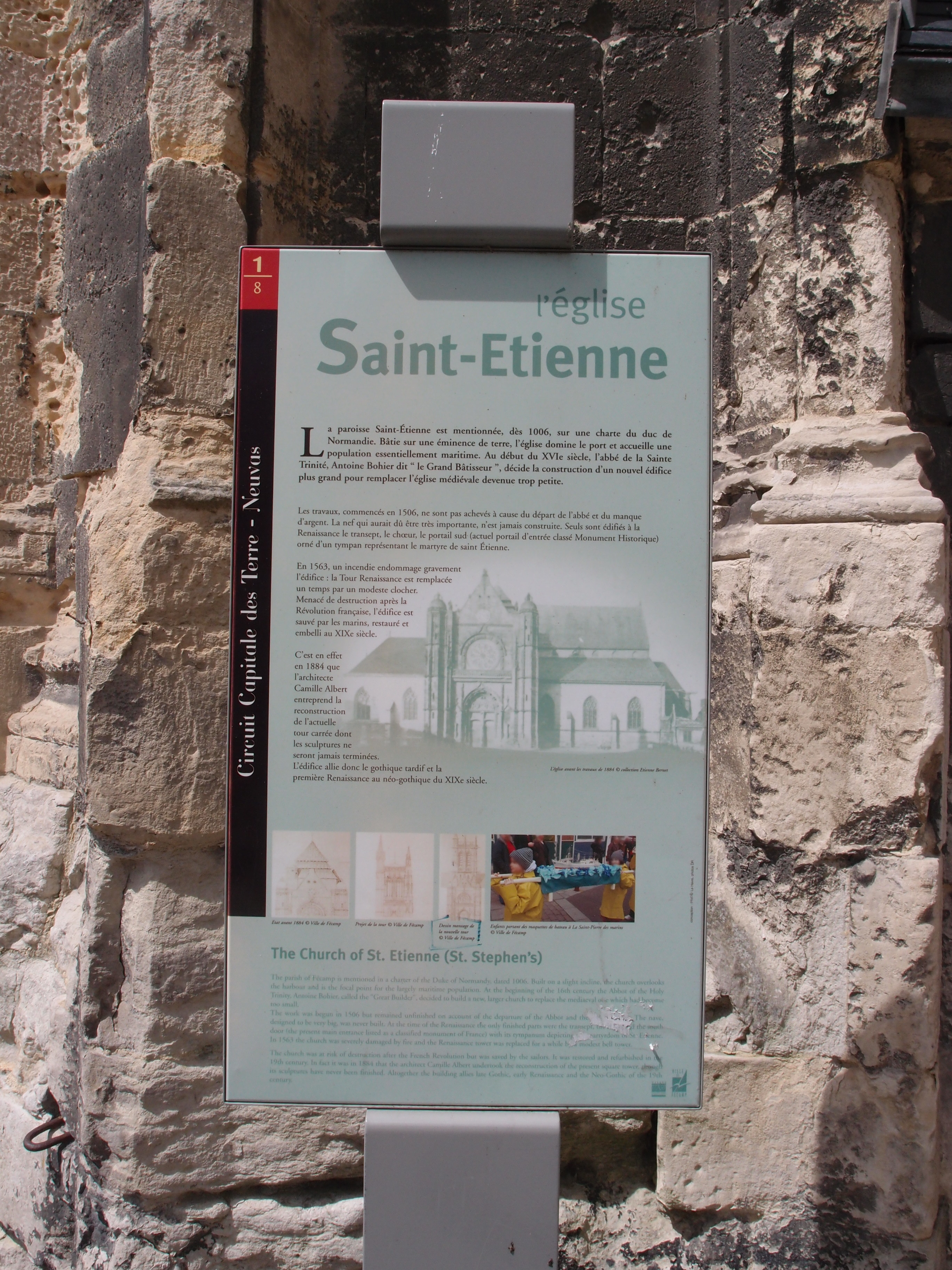
Historientafel

Die Pfarrei St-Étienne wird erstmals im Jahr 1006 in einer Urkunde des normannischen Herzogs Richard II., des Guten, erwähnt. Auf einer leichten Anhöhe in exponierter Lage am Hafen erbaut, war die Kirche ein zentraler Blickpunkt für die maritime Bevölkerung Fécamps. Zu Beginn des 16. Jahrhunderts entschied Antoine Bohier, der Abt des Benediktinerklosters La Trinité in Fécamp, die mittelalterliche Kirche aufgrund der beengten Platzverhältnisse abzureißen und durch ein größeres Gebäude an gleicher Stätte zu ersetzen. 1506 begannen die Neubauarbeiten, die aber aufgrund des Weggangs Bohiers und infolge Geldmangels nicht vollendet wurden; das sehr großdimensioniert ausgeplante Kirchenschiff wurde niemals in dieser Form gebaut. Während der Stilepoche der Renaissance wurden lediglich der Chor, das Querschiff und das Südportal vollendet. Ein Brand führte im Jahr 1563 zu schweren Gebäudeschäden, und der Renaissanceturm musste abgerissen werden; er wurde zunächst durch einen einfachen Glockenturm ersetzt. Im Jahr 1884 übernahm der Architekt Camille Albert den Wiederaufbau des Vierungsturms in seiner derzeit bestehenden Form. Das Kirchengebäude insgesamt weist heute Stilelemente der Spätgotik, der Frührenaissance und der Neugotik des 19. Jahrhunderts auf.

## Orgel

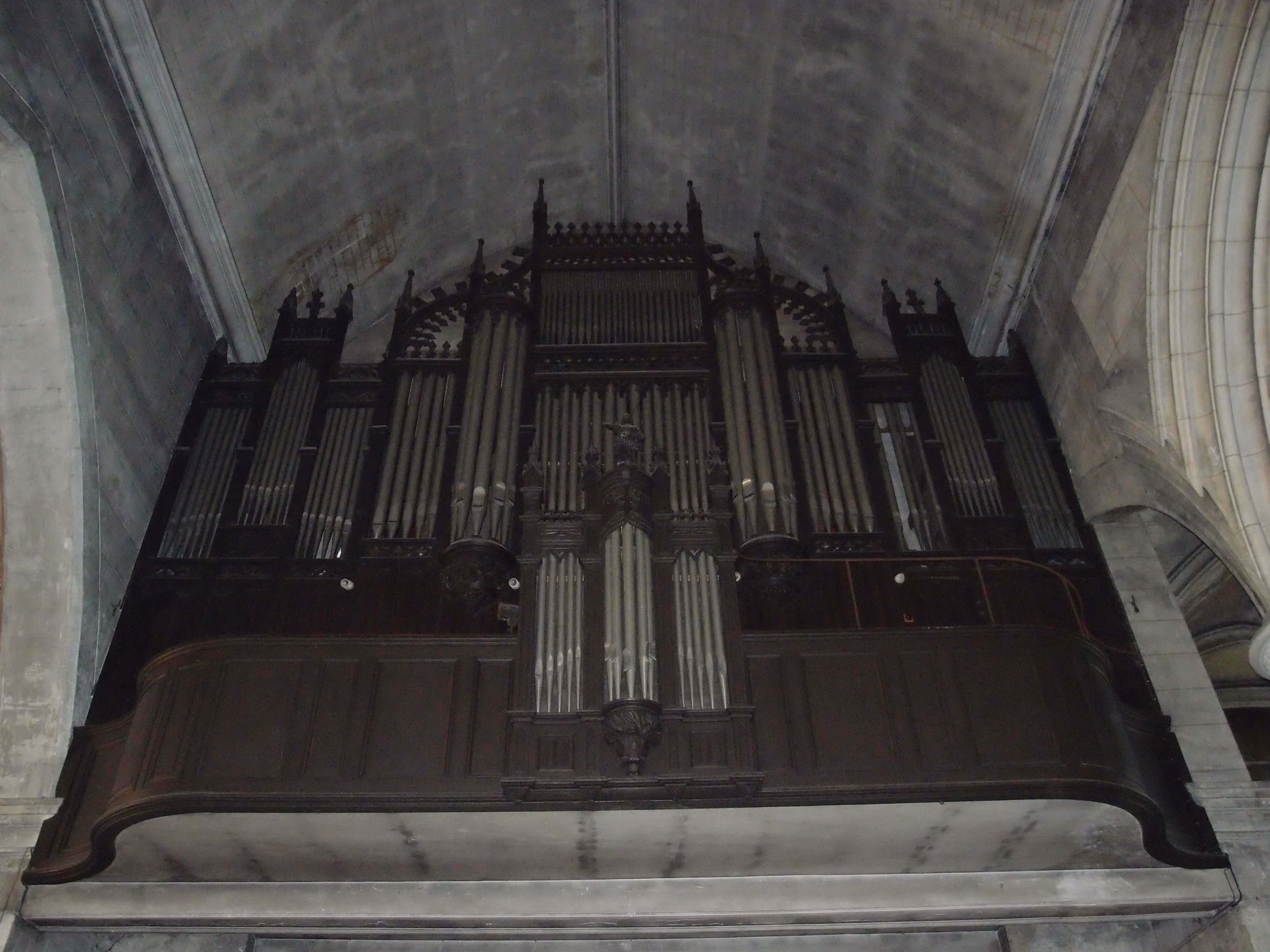
Blick auf die Orgel

Die Orgel wurde 1877 von dem Orgelbauer Hubert Krischer (Rouen) erbaut und 1926 durch Georges Krischer (Rouen) restauriert und vergrößert. Das Schleifladen-Instrument hat 23 Register auf zwei Manualen und Pedal. Mittels zweier Fußtritte lassen sich die Zungen des Hauptwerkes und des Pedals aktivieren und deaktivieren. Die Spiel- und Registertrakturen sind mechanisch.
| I Grand Orgue C–g3 |       |
| Bourdon            | 16′   |
| Bourdon            | 8′    |
| Montre             | 8′    |
| Salicional         | 8′    |
| Flute              | 8′    |
| Prestant           | 4′    |
| Coublette          | 2′    |
| Quinte             | 2 ⁄3′ |
| Trompette          | 8′    |
| Clairon            | 4′    |

| II Récit expressif C–g3 |    |
| Flute harmonique        | 8′ |
| Bourdon                 | 8′ |
| Gambe                   | 8′ |
| Voix céleste            | 8′ |
| Flute octaviante        | 4′ |
| Trompette               | 8′ |
| Basson-hautbois         | 8′ |
| Voix humaine            | 8′ |
| Trémolo                 |    |

| Pedal C–f1 |     |
| Flute      | 16′ |
| Bourdon    | 8′  |
| Flute      | 4′  |
| Bombarde   | 16′ |
| Trompette  | 8′  |

- Koppeln: II/I, I/P, II/P.

## Fotos

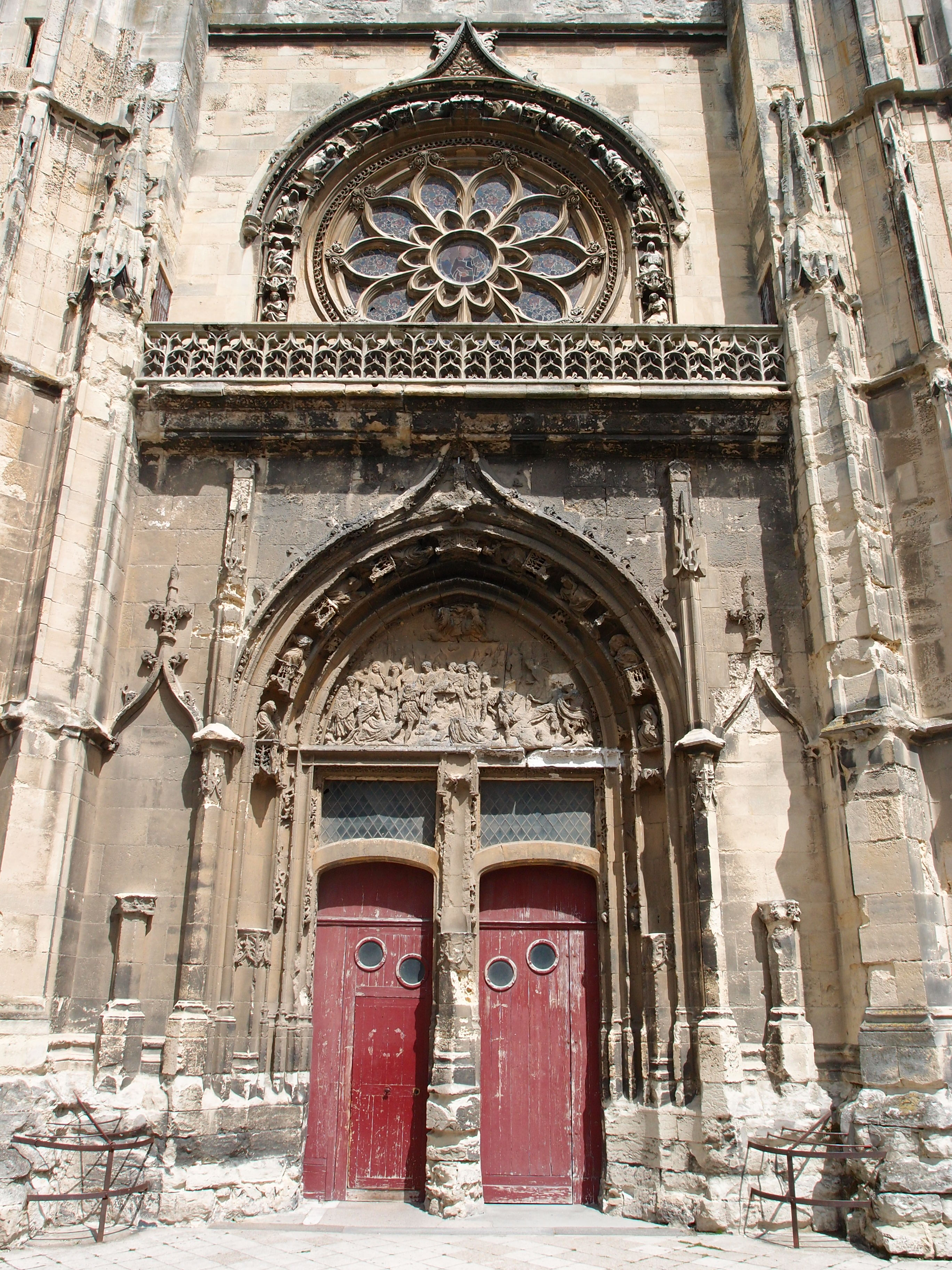
Renaissanceportal
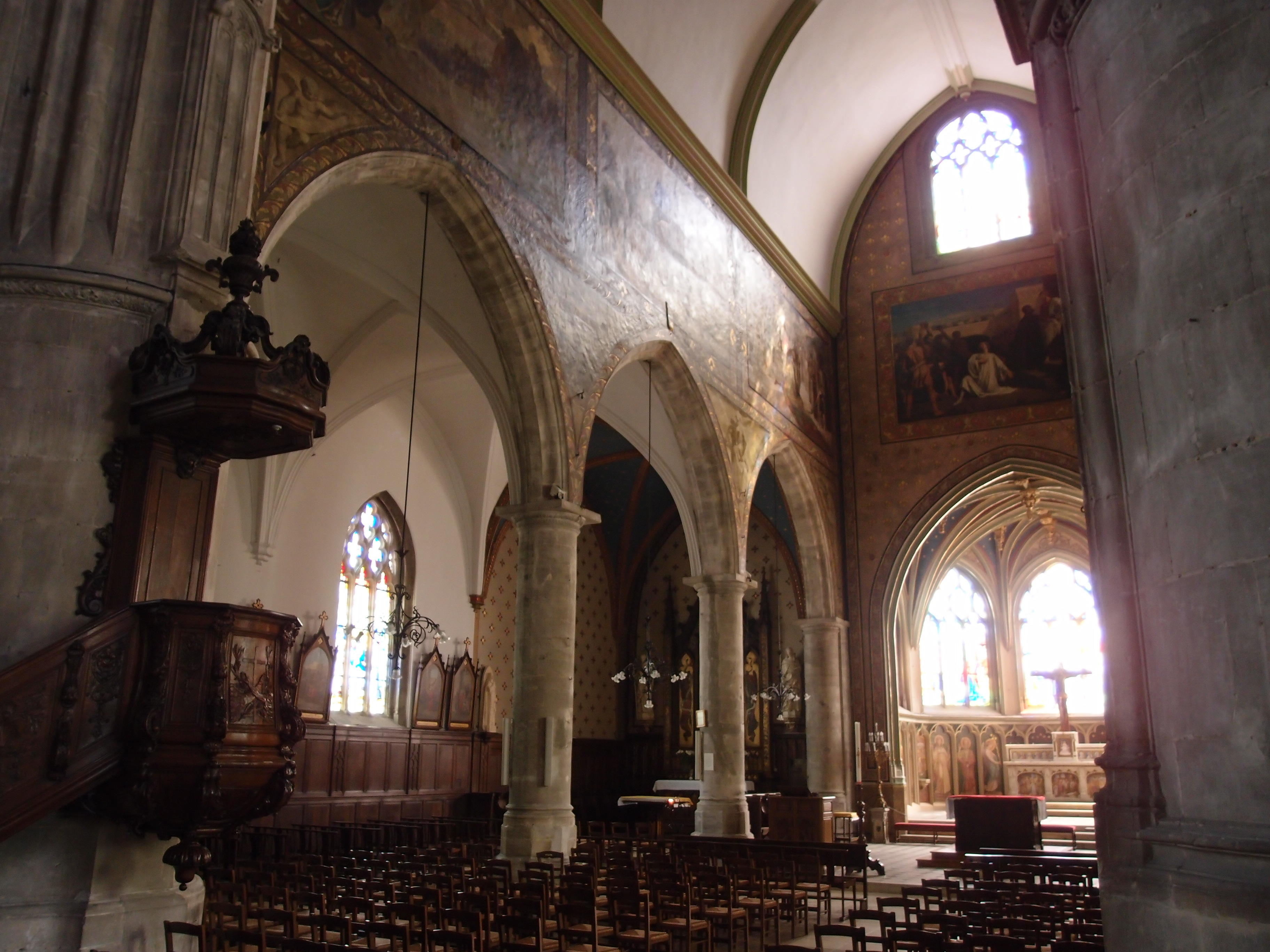
Innenansicht
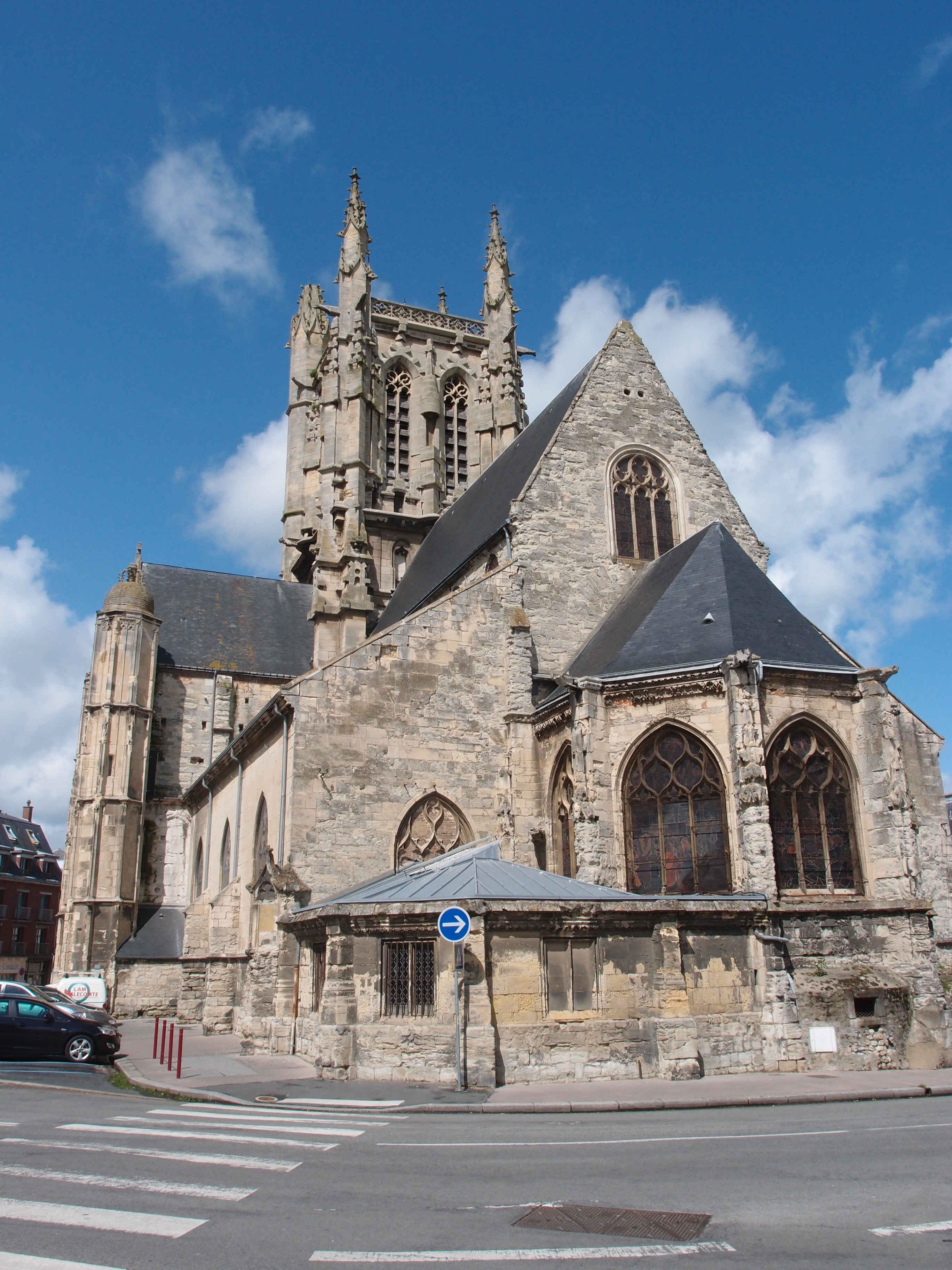
Teilansicht
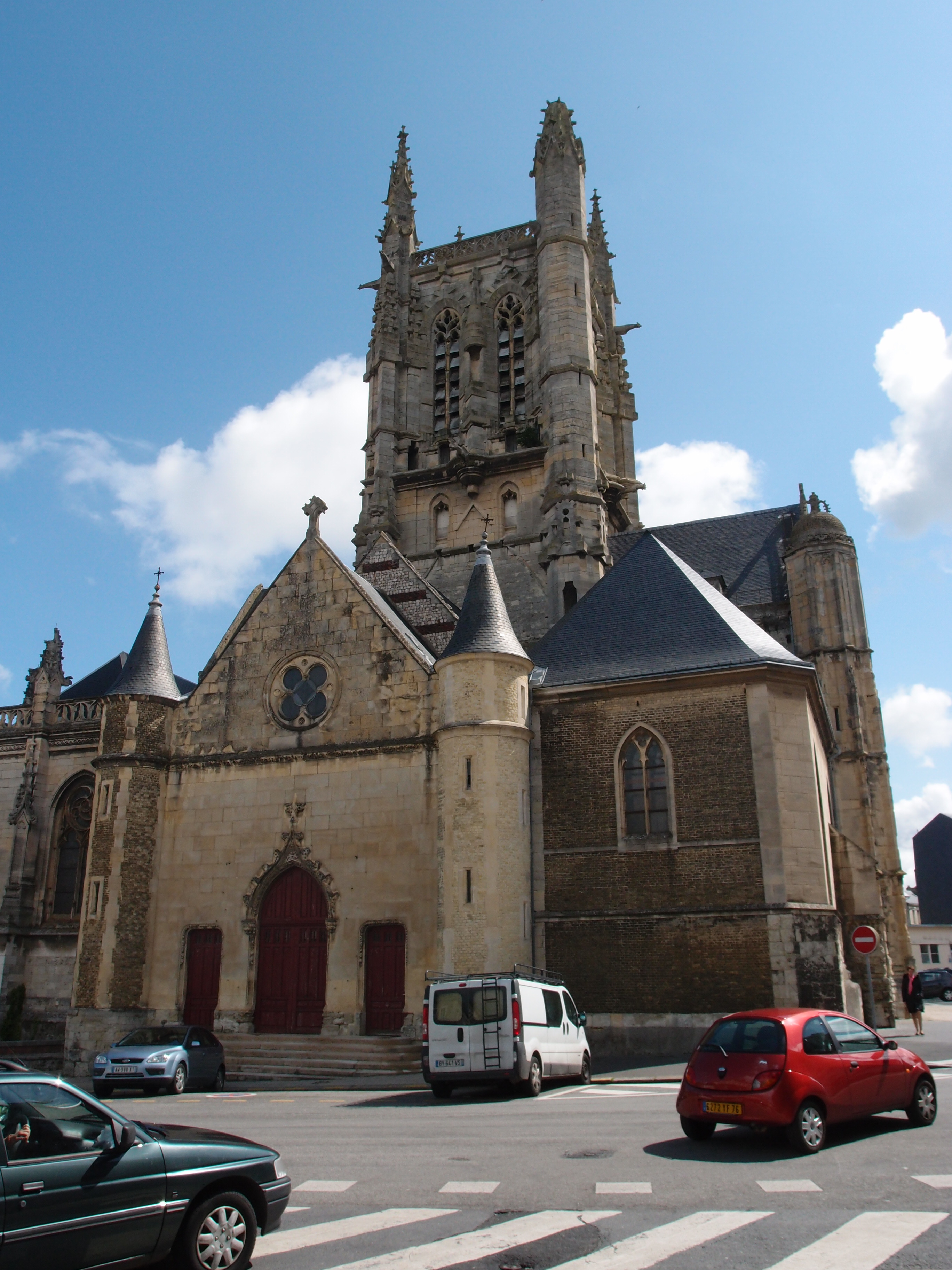
Teilansicht